# Filipendula
Filipendula es un género con 12 especies de plantas herbáceas perennes perteneciente a la familia rosaceae, originario de las regiones templadas del hemisferio norte. Incluye especies como F. ulmaria y F. vulgaris, ambas nativas de Europa, y F. occidentalis y F. rubra, nativa de Norteamérica.

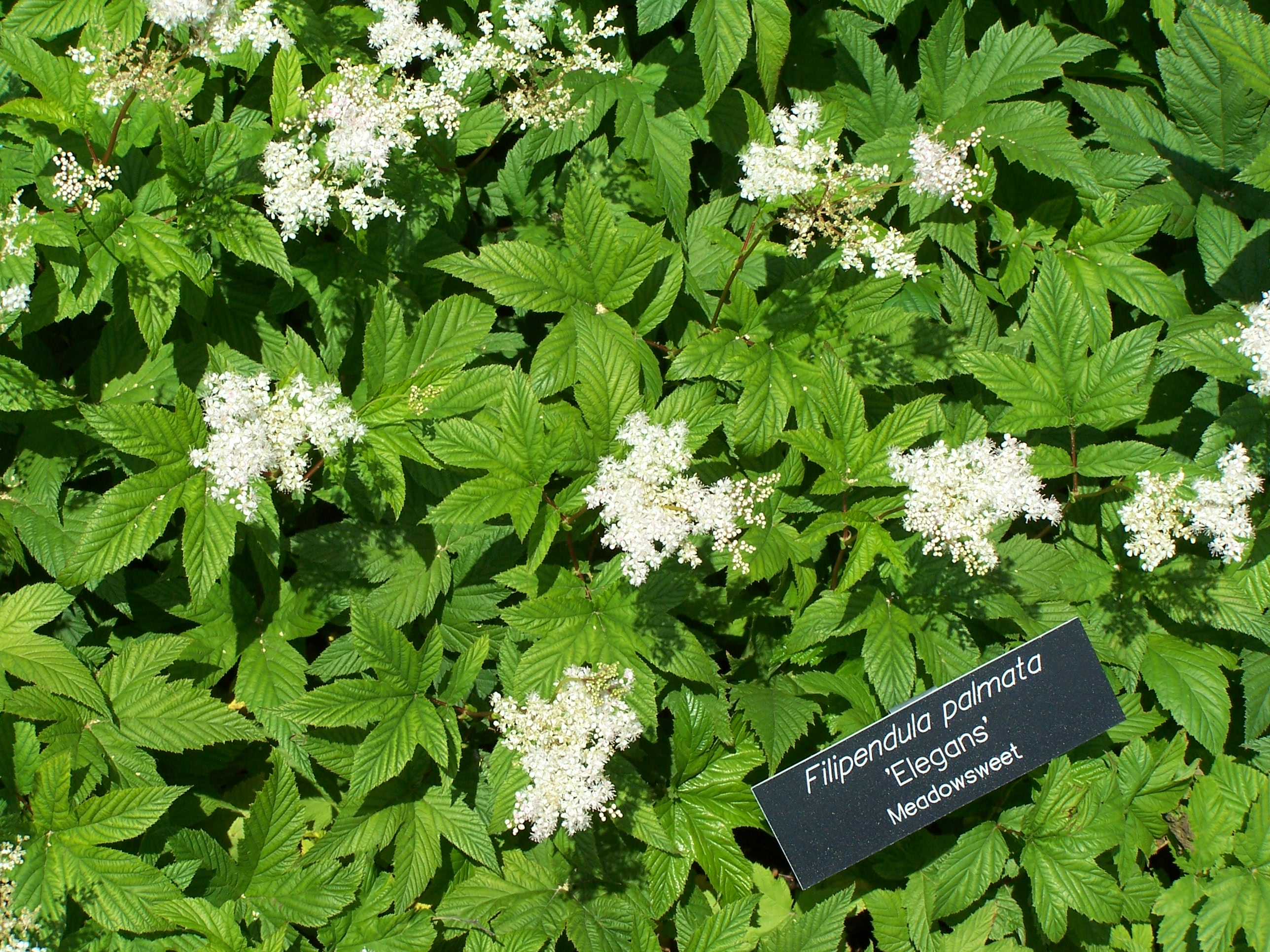
Filipendula palmata 'Elegans' Meadowsweet

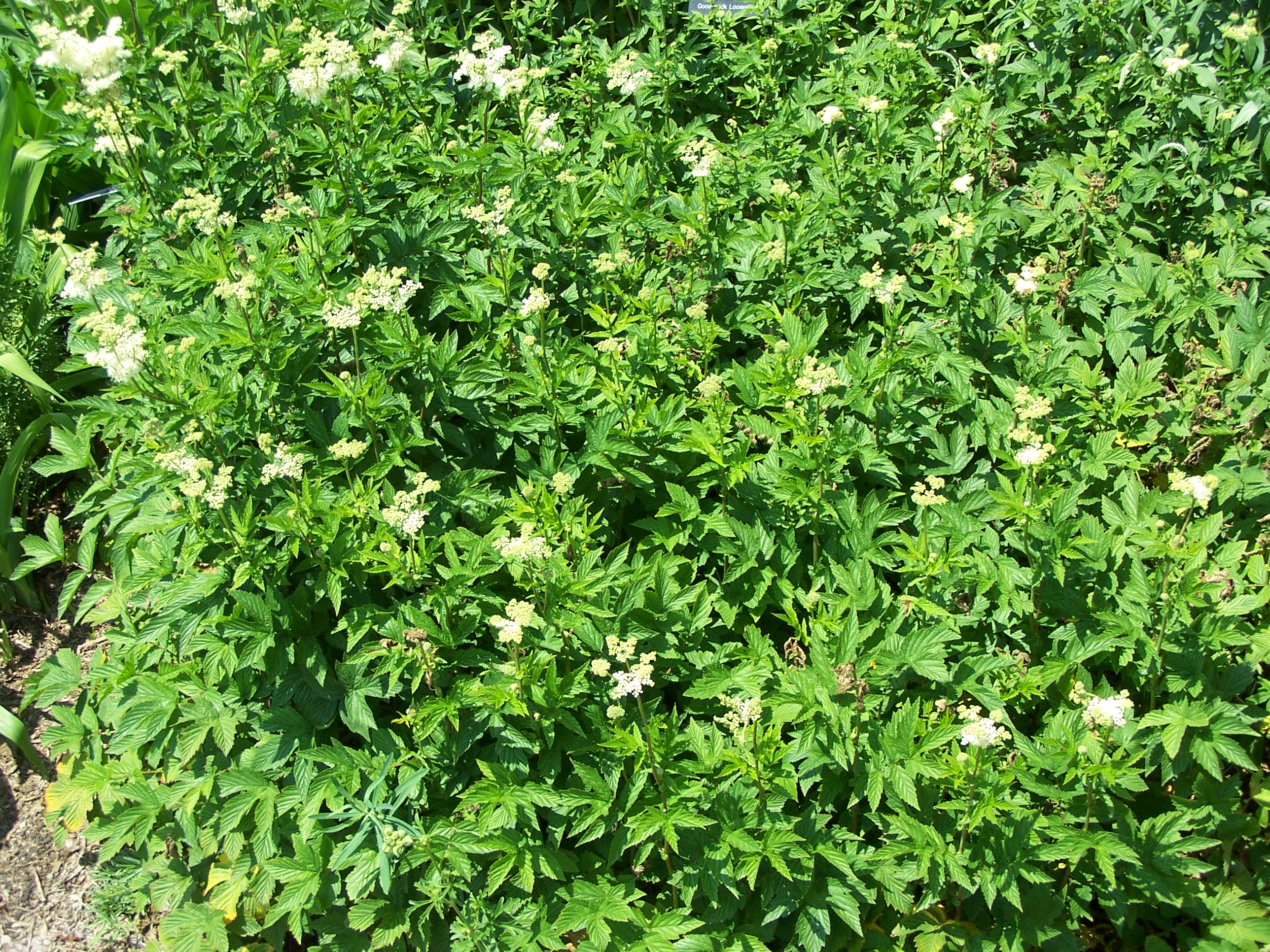
filipendula ulmaria European meadowsweet

Sus especies alcanzan 0,5-2 metros de altura, con grandes inflorescencias y pequeñas flores con cinco pétalos color blanquecinos o rosa pálido, y rosa fuerte en F. rubra.
Algunas especies de Filipendula son usadas como alimento por las larvas de algunas especies de Lepidoptera, incluyendo Brenthis hecate, Brenthis ino, Clossiana titania staudingeri, Pyrgus malvae , Pavonia pavonia, Eupithecia subfuscata, Eupithecia centaureata, Eupsilia transversa Orthosia gothica, Alcis repandata,

## Taxonomía
El género fue descrito por Philip Miller y publicado en The Gardeners Dictionary...Abridged...fourth edition vol. 1. 1754. La especie tipo es: Filipendula vulgaris Moench
Etimología
Filipéndula: nombre genérico que deriva del latín medieval filipendula = "la filipéndula" (Filipendula vulgaris Moench). Según parece, este nombre se recoge por primera vez en el “Antidotarium” de Nicolaus Praepostius (Salerno, Italia, siglo XII) y, en opinión de Andrés Laguna, se llama así “por razon de aquellas muchas cabeçuelas que cuelgan de su rayz, y parecen pender de un hilo” (lat. filum = "hilo"; y pendulus = "péndulo, que pende, colgante")

## Especies
- Filipendula angustiloba Maxim.
- Filipendula glaberrima Nakai
- Filipendula hexapetala Gilib.
- Filipendula kamtschatica
- Filipendula kiraishiensis Hayata
- Filipendula megalocarpa Juz.
- Filipendula nuda Grubov
- Filipendula occidentalis (S.Watson) Howell
- Filipendula pubescens Fourr.
- Filipendula rubra (Hill) B.L.Rob.
- Filipendula ulmaria (L.) Maxim.
- Filipendula vulgaris Moench
- Filipendula yezoensis Hara